# Бласс, Абрам
Абрам Бласс (1895, Ломжа — 1971, Тель-Авив) — израильский, ранее польский, палестинский шахматист.
Родился в Ломже, в 1911 году переехал в США, где жил до 1924 года. Потом вернулся в Польшу и жил в Варшаве. В 1924/25 году на турнире в Варшаве поделил 3—5 место. В 1926 году в Варшаве поделил первое место с Паулино Фридманом. В том же году занял 8—9-е место (с Менахемом Ореном) в Варшаве на 1-м чемпионате Польши. В 1926/27 году занял 5-е место на турнире в Варшаве. В 1927 году на 2-м чемпионате Польши в Лодзи занял 8-е место. В 1928 году победил на турнире в Варшаве.
В 1928 году играл на запасной доске за сборную Польши на 2-й олимпиаде в Гааге. Команда заняла 3-е место. В Хожуве в 1929 году в составе команды Варшавы, победил на 1-м командном чемпионате Польши. В том же году в Варшаве занял 2-е место после Кремера. В 1930 году занял 8-е место на турнире в Варшаве.
В 1935 году переехал в Палестину, где дважды побеждал (на 2-й Маккабиаде и на 1-м первенстве Палестины) в Тель-Авиве. В следующем году он занял 2-е место на первенстве Тель-Авива и поделил 2—3-е место на первенстве Палестины в Тель-Авиве.

## Спортивные результаты
| Год     | Город     | Турнир                         | + | − | = | Результат | Место |
| ------- | --------- | ------------------------------ | - | - | - | --------- | ----- |
| 1924/25 | Варшава   |                                |   |   |   | из        | 3—5   |
| 1926    | Варшава   |                                |   |   |   | из        | 1—2   |
|         | Варшава   | 1-й чемпионат Польши           | 8 | 3 | 6 | 11 из 17  | 8—9   |
| 1926/27 | Варшава   |                                |   |   |   | из        | 5     |
| 1927    | Лодзь     | 2-й чемпионат Польши           | 6 | 5 | 3 | 7½ из 14  | 8     |
| 1928    | Варшава   |                                |   |   |   | из        | 1     |
|         | Гаага     | 2-я олимпиада                  | 4 | 3 | 5 | 6½ из 12  |       |
| 1929    | Хожув     | 1-й командный чемпионат Польши |   |   |   | из        |       |
|         | Варшава   |                                |   |   |   | из        | 2     |
| 1930    | Варшава   |                                |   |   |   | из        | 8     |
| 1935    | Тель-Авив | 2-я Маккабиада                 |   |   |   | из        |       |
|         | Тель-Авив | 1-й чемпионат Палестины        |   |   |   | из        |       |
| 1936    | Тель-Авив | Первенство города              |   |   |   | из        | 2     |
|         | Тель-Авив | 2-й чемпионат Палестины        |   |   |   | из        | 2—3   |
|         |           |                                |   |   |   | из        |       |